# Mount Mumford
Mount Mumford är ett berg i Antarktis. Det ligger i Västantarktis. Argentina, Chile och Storbritannien gör anspråk på området. Toppen på Mount Mumford är 1 472 meter över havet.
Terrängen runt Mount Mumford är lite kuperad. Trakten är obefolkad. Det finns inga samhällen i närheten.